# Seznam československých mistrů Evropy
Seznam československých mistrů Evropy – vítězů mistrovství Evropy, kteří reprezentovali Československo v letech 1918 až 1992. Do roku 1918 reprezentovali Čechy např. lední hokejisté.
Mezi nejpočetnější sporty zde patří atletika, krasobruslení, sportovní střelba a z kolektivních sportů volejbal.

## Jednotlivci
| Mistrovství | Místo                 | Jméno               | Sport             | Disciplína             | Kategorie / Pozice |
| ----------- | --------------------- | ------------------- | ----------------- | ---------------------- | ------------------ |
| 1950        | Brusel                | Emil Zátopek        | atletika          | běh na 5000 m          |                    |
| 1950        | Brusel                | Emil Zátopek        | atletika          | běh na 10000 m         |                    |
| 1950        | Brusel                | Jindřich Roudný     | atletika          | běh na 3000 m překážek |                    |
| 1954        | Bern                  | Emil Zátopek        | atletika          | běh na 5000 m          |                    |
| 1954        | Bern                  | Jiří Skobla         | atletika          | vrh koulí              |                    |
| 1954        | Bern                  | Josef Doležal       | atletika          | chůze na 10 km         |                    |
| 1971        | Helsinky              | Ludvík Daněk        | atletika          | hod diskem             |                    |
| 1982        | Athény                | Imrich Bugár        | atletika          | hod diskem             |                    |
| 1973        | Rotterdam             | Jaroslav Brabec     | atletika (hala)   | vrh koulí              |                    |
| 1975        | Katovice              | Vladimír Malý       | atletika (hala)   | skok do výšky          |                    |
| 1979        | Vídeň                 | Karel Kolář         | atletika (hala)   | běh na 400 m           |                    |
| 1984        | Göteborg              | Lubomír Tesáček     | atletika (hala)   | běh na 3000 m          |                    |
| 1984        | Göteborg              | Jan Leitner         | atletika (hala)   | skok daleký            |                    |
| 1985        | Pireus                | Remigius Machura    | atletika (hala)   | vrh koulí              |                    |
| 1988        | Budapešť              | Remigius Machura    | atletika (hala)   | vrh koulí              |                    |
| 1988        | Budapešť              | Aleš Höffer         | atletika (hala)   | běh na 60 m překážek   |                    |
| 1955        | Frankfurt nad Mohanem | Vladimír Prorok     | gymnastika        | sportovní gymnastika   | prostná            |
| 1963        | Bělehrad              | Přemysl Krbec       | gymnastika        | sportovní gymnastika   | přeskok            |
| 1977        | Frankfurt nad Mohanem | Jiří Tabák          | gymnastika        | sportovní gymnastika   | přeskok            |
| 1958        | Bratislava            | Karol Divín         | krasobruslení     | jednotlivci            | muži               |
| 1959        | Davos                 | Karol Divín         | krasobruslení     | jednotlivci            | muži               |
| 1969        | GaPa                  | Ondrej Nepela       | krasobruslení     | jednotlivci            | muži               |
| 1970        | Leningrad             | Ondrej Nepela       | krasobruslení     | jednotlivci            | muži               |
| 1971        | Curych                | Ondrej Nepela       | krasobruslení     | jednotlivci            | muži               |
| 1972        | Göteborg              | Ondrej Nepela       | krasobruslení     | jednotlivci            | muži               |
| 1973        | Kolín nad Rýnem       | Ondrej Nepela       | krasobruslení     | jednotlivci            | muži               |
| 1985        | Göteborg              | Jozef Sabovčík      | krasobruslení     | jednotlivci            | muži               |
| 1986        | Kodaň                 | Jozef Sabovčík      | krasobruslení     | jednotlivci            | muži               |
| 1992        | Lausanne              | Petr Barna          | krasobruslení     | jednotlivci            | muži               |
| 1975        | Amsterodam            | Petr Stach          | kulturistika      | jednotlivci            | muži do 90 kg      |
| 1975        | Amsterodam            | Petr Stach          | kulturistika      | absolutně              | muži do 90 kg      |
| 1977        | Nîmes                 | Petr Stach          | kulturistika      | jednotlivci            | muži do 90 kg      |
| 1959        | Milán                 | Vladimír Kudrna     | sportovní střelba | pistole                | VP 30+30           |
| 1959        | Milán                 | Jiří Hrneček        | sportovní střelba |                        | RP 2x30            |
| 1969        | Plzeň                 | Ladislav Falta      | sportovní střelba | pistole                | VP 30x30           |
| 1969        | Plzeň                 | Ladislav Falta      | sportovní střelba |                        | StP 20+20+20       |
| 1971        | Suhl                  | Ladislav Falta      | sportovní střelba |                        | RP 2x30            |
| 1972        | Bělehrad              | Petr Kovařík        | sportovní střelba | vzduchovky             | VzPu 40            |
| 1975        | Madrid                | František Bárta     | sportovní střelba |                        | RP 2x30            |
| 1977        | Bukurešť              | Vladimír Hurt       | sportovní střelba | pistole                | VP 30+30           |
| 1980        | Zaragoza              | Josef Panáček       | sportovní střelba | skeet                  |                    |
| 1984        | Zaragoza              | Jan Hůla            | sportovní střelba | skeet                  |                    |
| 1987        | Lahti                 | Milan Bakeš         | sportovní střelba |                        | LM 40 vstoje       |
| 1987        | Lahti                 | Luboš Račanský      | sportovní střelba |                        | BT 40 mix – 50 m   |
| 1989        | Kodaň                 | Luboš Račanský      | sportovní střelba | vzduchovky             | BTVzPu 30+30       |
| 1989        | Kodaň                 | Milan Bakeš         | sportovní střelba |                        | LM 3x40            |
| 1992        | Istanbul              | Bronislav Bechyňský | sportovní střelba | skeet                  |                    |
| 1974        | Novi Sad              | Milan Orlowski      | stolní tenis      | dvouhra                | muži               |
| 1972        | Temple-sur-Lot        | František Stehno    | vodní lyžování    |                        | triky              |
| 1973        | Vilvoorde             | František Stehno    | vodní lyžování    |                        | triky              |
| 1975        | Trevír                | František Stehno    | vodní lyžování    |                        | triky              |
| 1976        | Milán                 | František Stehno    | vodní lyžování    |                        | triky              |
| 1977        | Bursa                 | Vítězslav Mácha     | zápas             | řecko-římský           | velterová váha     |
|             |                       |                     |                   |                        |                    |

## Družstva a štafety
| Mistrovství | Místo    | Jméno                                        | Sport        | Disciplína       | Kategorie / Pozice |
| ----------- | -------- | -------------------------------------------- | ------------ | ---------------- | ------------------ |
| 1971        | Helsinky | Ladislav Kříž, J. Demeč, J. Kynos, L. Bohman | atletika     | běh na 4 x 100 m |                    |
| 1971        | Helsinky | Juraj Demeč*, L. Kříž, J. Kynos, L. Bohman   | atletika     | běh na 4 x 100 m |                    |
| 1971        | Helsinky | Jiří Kynos, L. Kříž, J. Demeč, L. Bohman     | atletika     | běh na 4 x 100 m |                    |
| 1971        | Helsinky | Luděk Bohman, L. Kříž, J. Demeč, J. Kynos    | atletika     | běh na 4 x 100 m |                    |
| 1977        | Nîmes    | Petr Stach,                                  | kulturistika | družstva         |                    |
| 1958        | Budapešť | Ladislav Štípek, L. Vyhnanovský              | stolní tenis | čtyřhra          | muži               |
| 1958        | Budapešť | Ludvík Vyhnanovský, L. Štípek                | stolní tenis | čtyřhra          | muži               |
| 1964        | Malmö    | Jaroslav Staněk, V. Miko                     | stolní tenis | čtyřhra          | muži               |
| 1964        | Malmö    | Vladimír Miko, J. Staněk                     | stolní tenis | čtyřhra          | muži               |
| 1978        | Duisburg | Milan Orlowski, G. Gergely                   | stolní tenis | čtyřhra          | muži               |

- nejsou zde uvedená československá družstva ve sportovní střelbě

## Smíšené dvojice
| Mistrovství | Místo      | Jméno                              | Sport         | Disciplína        | Kategorie / Pozice |
| ----------- | ---------- | ---------------------------------- | ------------- | ----------------- | ------------------ |
| 1957        | Vídeň      | Zdeněk Doležal, V. Suchánková      | krasobruslení | sportovní dvojice |                    |
| 1958        | Bratislava | Zdeněk Doležal, V. Suchánková      | krasobruslení | sportovní dvojice |                    |
| 1964        | Grenoble   | Pavel Roman, E. Romanová           | krasobruslení | taneční páry      |                    |
| 1965        | Moskva     | Pavel Roman, E. Romanová           | krasobruslení | taneční páry      |                    |
| 1966        | Londýn     | Vladimír Miko, M. Lužová-Hejmová   | stolní tenis  | smíšená čtyřhra   |                    |
| 1980        | Bern       | Milan Orlowski I. Uhlíková-Voštová | stolní tenis  | smíšená čtyřhra   |                    |
| 1986        | Praha      | Jindřich Panský, Marie Hrachová    | stolní tenis  | smíšená čtyřhra   |                    |

## Kolektivy
| Mistrovství | Místo    | Jméno                 | Sport     | Disciplína | Kategorie / Pozice |
| ----------- | -------- | --------------------- | --------- | ---------- | ------------------ |
| 1946        | Ženeva   | Miloš Bobocký         | basketbal |            |                    |
| 1946        | Ženeva   | Jiří Drvota           | basketbal |            |                    |
| 1946        | Ženeva   | Josef Ezr             | basketbal |            |                    |
| 1946        | Ženeva   | Gustáv Herrmann       | basketbal |            |                    |
| 1946        | Ženeva   | Ján Hluchý            | basketbal |            |                    |
| 1946        | Ženeva   | Josef Křepela         | basketbal |            |                    |
| 1946        | Ženeva   | Ivo Mrázek            | basketbal |            |                    |
| 1946        | Ženeva   | Pavel Nerad           | basketbal |            |                    |
| 1946        | Ženeva   | Ladislav Šimáček      | basketbal |            |                    |
| 1946        | Ženeva   | František Stibitz     | basketbal |            |                    |
| 1946        | Ženeva   | Josef Toms            | basketbal |            |                    |
| 1946        | Ženeva   | Ladislav Trpkoš       | basketbal |            |                    |
| 1946        | Ženeva   | Emil Velenský         | basketbal |            |                    |
| 1946        | Ženeva   | Miroslav Vondráček    | basketbal |            |                    |
| 1946        | Ženeva   | František Hájek       | basketbal |            |                    |
| 1976        | Bělehrad | Václav Ježek          | fotbal    |            | trenér             |
| 1976        | Bělehrad | Ivo Viktor            | fotbal    |            | brankář            |
| 1976        | Bělehrad | Antonín Panenka       | fotbal    |            | záložník           |
| 1976        | Bělehrad | František Veselý      | fotbal    |            | záložník           |
| 1976        | Bělehrad | František Štambachr   | fotbal    |            | záložník           |
| 1976        | Bělehrad | Přemysl Bičovský      | fotbal    |            | záložník           |
| 1976        | Bělehrad | Zdeněk Nehoda         | fotbal    |            | útočník            |
| 1948        | Řím      | Josef Brož            | volejbal  |            |                    |
| 1948        | Řím      | Karel Brož            | volejbal  |            |                    |
| 1948        | Řím      | Josef Češpiva         | volejbal  |            | hrající trenér     |
| 1948        | Řím      | Jaroslav Fučík        | volejbal  |            |                    |
| 1948        | Řím      | Vladislav Linke       | volejbal  |            |                    |
| 1948        | Řím      | František Mikota      | volejbal  |            |                    |
| 1948        | Řím      | Jaromír Paldus        | volejbal  |            |                    |
| 1948        | Řím      | Josef Reicho          | volejbal  |            |                    |
| 1948        | Řím      | Josef Tesař           | volejbal  |            |                    |
| 1948        | Řím      | Josef Votava          | volejbal  |            |                    |
| 1955        | Bukurešť | Karel Brož            | volejbal  |            |                    |
| 1955        | Bukurešť | Zdeněk Humhal         | volejbal  |            |                    |
| 1955        | Bukurešť | Jiří Jonáš            | volejbal  |            |                    |
| 1955        | Bukurešť | Karel Láznička        | volejbal  |            |                    |
| 1955        | Bukurešť | Zdeněk Malý           | volejbal  |            |                    |
| 1955        | Bukurešť | Josef Musil           | volejbal  |            |                    |
| 1955        | Bukurešť | Jaromír Paldus        | volejbal  |            |                    |
| 1955        | Bukurešť | Karel Paulus          | volejbal  |            |                    |
| 1955        | Bukurešť | Milan Purnoch         | volejbal  |            |                    |
| 1955        | Bukurešť | František Schwarzkopf | volejbal  |            |                    |
| 1955        | Bukurešť | Ladislav Synovec      | volejbal  |            |                    |
| 1955        | Bukurešť | Josef Tesař           | volejbal  |            |                    |
| 1955        | Bukurešť | Josef Kozák           | volejbal  |            | trenér             |
| 1958        | Praha    | Bohumil Golián        | volejbal  |            |                    |
| 1958        | Praha    | Zdeněk Humhal         | volejbal  |            |                    |
| 1958        | Praha    | Miroslav Kemel        | volejbal  |            |                    |
| 1958        | Praha    | Karel Láznička        | volejbal  |            |                    |
| 1958        | Praha    | Zdeněk Malý           | volejbal  |            |                    |
| 1958        | Praha    | Josef Musil           | volejbal  |            |                    |
| 1958        | Praha    | Jaromír Paldus        | volejbal  |            |                    |
| 1958        | Praha    | Karel Paulus          | volejbal  |            |                    |
| 1958        | Praha    | Milan Purnoch         | volejbal  |            |                    |
| 1958        | Praha    | Ladislav Synovec      | volejbal  |            |                    |
| 1958        | Praha    | Josef Tesař           | volejbal  |            |                    |
| 1958        | Praha    | Ladislav Toman        | volejbal  |            |                    |
| 1958        | Praha    | Josef Kozák           | volejbal  |            | trenér             |

## Přehled vítězství podle sportů
| Sport             | Muži | Ženy | Celkem | Odkazy           |
| ----------------- | ---- | ---- | ------ | ---------------- |
| Basketbal         | 1    | 0    | 1      | Čs. reprezentace |
| Curling           | 0    | 0    | 0      | přehled medailí  |
| Fotbal            | 1    | 0    | 1      |                  |
| Gymnastika        |      |      |        |                  |
| Házená            | 0    | 0    | 0      |                  |
| Judo              | 0    | 0    | 0      |                  |
| Kanoistika        |      |      |        |                  |
| Kulturistika      |      |      |        |                  |
| Moderní pětiboj   |      |      |        |                  |
| Plážový volejbal  | 0    | 0    | 0      |                  |
| Sportovní lezení  | 0    | 0    | 0      | přehled medailí  |
| Sportovní střelba |      |      |        |                  |
| Stolní tenis      | 5,5* | 3,5* | 9*     | přehled medailí  |
| Vodní lyžování    | 4    | 0    | 4      |                  |
| Volejbal          | 3    | 1    | 4      |                  |
| Zápas             |      |      |        |                  |

- medaile za celá družstva či smíšené týmy